# Timo Parvela
Timo Johannes Parvela, (né le 19 mai 1964 à Jyväskylä), est un écrivain finlandais de littérature d'enfance et de jeunesse.

## Biographie
En 1983, Timo Parvela obtient son baccalauréat. En 1988, il reçoit son bachelor en sciences de l'éducation de l'université de Jyväskylä.
De 1988 à 1990 il est directeur de l'école élementaire de Tupamäki à Petäjävesi et de 1990 à 1991 il est professeur de l'école primaire de Tyyppälä dans la municipalité rurale de Jyväskylä. De 1992 à 1996, il enseigne à l'école primaire d'Aarnivalkea (fi) d'Espoo.
Depuis 1996, Timo Parvela est écrivain indépendant.
De 2019 à 2021, il est sélectionné trois années d'affilée pour le prestigieux prix suédois, le Prix commémoratif Astrid-Lindgren.

## Publications
- (fi) Poika, Helsinki, Tammi, 1989 (ISBN 951-30-9154-6)
- (fi) Puhuva koira, Helsinki, Tammi, 1990 (ISBN 951-30-9519-3)
- (fi) Pelkotiloja, Helsinki, Tammi, 1992 (ISBN 951-31-0018-9)
- (fi) Pikkuveljet ja taika-avain, Helsinki, Tammi, 1993 (ISBN 951-31-0244-0)
- (fi) Ohutta yläpilveä, Helsinki, Tammi, 1994 (ISBN 951-31-0452-4)
- (fi) Isäni on supermies, Helsinki, Tammi, 1996 (ISBN 951-31-0837-6)
- (fi) Ansa ja Oiva, Porvoo, Helsinki, Juva, WSOY, 1999 (ISBN 951-0-23494-X)
- (fi) Outo juttu, Helsinki, Tammi, 2000, 43 p. (ISBN 951-31-1756-1)
- (fi) Ansa ja Oiva suurkaupungissa, Helsinki, WSOY, 2000 (ISBN 951-0-24894-0)
- (fi) Sanoo isä, Helsinki, Tammi, 2001 (ISBN 951-31-2186-0)
- (fi) Mitä siihen sanot, isä?, Helsinki, Tammi, 2002 (ISBN 951-31-2554-8)
- (fi) Keinulauta, Helsinki, WSOY, 2006, 83 p. (ISBN 951-0-31901-5)
- (fi) Taron suuri pieni seikkailu, Helsinki, WSOY, 2014 (ISBN 978-951-0-40285-6)

### Série Hilma (1995, 2004–2005)
- (fi) Hilma ja Pingviini (ill. Markus Majaluoma), Helsinki, Lasten oma kirjakerho, 1995 (ISBN 951-875-838-7)
- (fi) Hilma ja täydellinen lemmikki (ill. Kristiina Louhi), Helsinki, WSOY, 2004 (ISBN 951-0-28920-5)
- (fi) Hilma ja hyvä harrastus (ill. Kristiina Louhi), Helsinki, WSOY, 2005, 43 p. (ISBN 951-0-30269-4)

### Série Ella ja kaverit (1995–)

#### Série Kirjava kukko
- (fi) Ella ja kiristäjä, Helsinki, Tammi, 1995 (ISBN 951-31-0623-3)
- (fi) Ella teatterissa, Helsinki, Tammi, 1996 (ISBN 951-31-0875-9)
- (fi) Ella luokkaretkellä, Helsinki, Tammi, 1997 (ISBN 951-31-1063-X)
- (fi) Ella ja lopettaja, Helsinki, Tammi, 1998 (ISBN 951-31-1316-7)
- (fi) Ella ja Pate, Helsinki, Tammi, 1999 (ISBN 951-31-1632-8)
- (fi) Ella ja Pukari, Helsinki, Tammi, 2000 (ISBN 951-31-1944-0)
- (fi) Ella yökoulussa, Helsinki, Tammi, 2001 (ISBN 951-31-2221-2)

#### Romans pour enfants
- (fi) Ella Lapissa, Helsinki, Tammi, 2003 (ISBN 951-31-2874-1)
- (fi) Ella ja Paterock, Helsinki, Tammi, 2004 (ISBN 951-31-3130-0)
- (fi) Ella aalloilla, Helsinki, Tammi, 2005 (ISBN 951-31-3437-7)
- (fi) Varokaa lapsia!, Helsinki, Tammi, 2006 (ISBN 951-31-3685-X)
- (fi) Ella ja seitsemän törppöä, Helsinki, Tammi, 2007 (ISBN 978-951-31-3895-0)
- (fi) Ella ja Äf Yksi, Helsinki, Tammi, 2008 (ISBN 978-951-31-4315-2)
- (fi) Ella ja jättipotti, Helsinki, Tammi, 2009 (ISBN 978-951-31-4943-7)
- (fi) Ella ja kaverit juhlatuulella, Helsinki, Tammi, 2010 (ISBN 978-951-31-5719-7)
- (fi) Ella ja Yön ritarit, Helsinki, Tammi, 2010 (ISBN 978-951-31-5588-9)
- (fi) Ella ja Sampan urotyöt, Helsinki, Tammi, 2011 (ISBN 978-951-31-5929-0)
- (fi) Ella ja kadonnut karttakeppi, Helsinki, Tammi, 2012 (ISBN 978-951-31-5996-2)
- (fi) Ella ja kaverit menevät metsään, Helsinki, Tammi, 2013 (ISBN 978-951-31-5997-9)
- (fi) Ella ja kaverit karkaavat koulusta (ill. Mervi Lindman), Helsinki, Tammi, 2014 (ISBN 978-951-31-7994-6)
- (fi) Ella ja kaverit lapsenvahteina, Helsinki, Tammi, 2015 (ISBN 978-951-31-8267-0)
- (fi) Ella ja kaverit liemessä (ill. Mervi Lindman), Helsinki, Tammi, 2015 (ISBN 978-951-31-8509-1)
- (fi) Ella ja kaverit salaisessa palveluksessa (ill. Mervi Lindman), Helsinki, Tammi, 2016 (ISBN 978-951-31-8833-7)

### Série Anna ja Antti (1999–2003)
- (fi) Annan ja Antin aamutouhut, Espoo, Weilin+Göös, 1999 (ISBN 951-35-6548-3)
- (fi) Anna ja Antti. Rapinaa yössä, Helsinki, WSOY, 2001 (ISBN 951-0-25631-5)
- (fi) Anna ja Antti, ei saa!, Helsinki, WSOY, 2002 (ISBN 951-0-26847-X)
- (fi) Anna ja Antti. Kiusankappale, Helsinki, WSOY, 2003 (ISBN 951-0-27769-X)

### Sammon vartijat (2007–2009)
- (fi) Tuliterä, Helsinki, Tammi, 2007 (ISBN 978-951-31-3999-5)
- (fi) Tiera, Helsinki, Tammi, 2008 (ISBN 978-951-31-4316-9)
- (fi) Louhi, Helsinki, Tammi, 2009 (ISBN 978-951-31-5037-2)

### Maukka ja Väykkä (2007–)
- (fi) Maukka ja Väykkä (ill. Virpi Talvitie), Espoo, Itupiikki, 2007 (ISBN 978-952-92-1589-8)
- (fi) Maukka, Väykkä ja mieletön lumipallo (ill. Virpi Talvitie), Helsinki, Tammi, 2009 (ISBN 978-951-31-4955-0)
- (fi) Maukka ja Väykkä rakentavat talon (ill. Virpi Talvitie), Helsinki, Tammi, 2010 (ISBN 978-951-31-5549-0)
- (fi) Maukka, Väykkä ja suuri seikkailu (ill. Virpi Talvitie), Helsinki, Tammi, 2011 (ISBN 978-951-31-5927-6)
- (fi) Maukka, Väykkä ja Karhu Murhinen (ill. Virpi Talvitie), Helsinki, Tammi, 2012 (ISBN 978-951-31-6167-5)
- (fi) Maukan ja Väykän satukirja (ill. Virpi Talvitie), Helsinki, Tammi, 2013 (ISBN 978-951-31-6168-2)
- (fi) Maukan ja Väykän pieni kirja ystävyydestä (ill. Virpi Talvitie), Helsinki, Tammi, 2013 (ISBN 978-951-31-7122-3)
- (fi) Maukan ja Väykän naamakirja (ill. Virpi Talvitie), Helsinki, Tammi, 2014 (ISBN 978-951-31-7995-3)
- (fi) Maukan ja Väykän matkakirja (ill. Virpi Talvitie), Helsinki, Tammi, 2015 (ISBN 978-951-31-8503-9)

### Série Pate (2014–)
- (fi) Paten aikakirjat, Helsinki, Tammi, 2014 (ISBN 978-951-31-7800-0)
- (fi) Pate ja maailman paras joukkue, Helsinki, Tammi, 2015 (ISBN 978-951-31-8354-7)

### Série Kepler62 (2015–)
- (fi) Parvela, Timo & Sortland, Bjørn (ill. Pasi Pitkänen), Kepler62 : Kirja yksi – Kutsu, Helsinki, WSOY, 2015 (ISBN 978-951-0-41258-9)
- (fi) Sortland, Bjørn & Parvela, Timo (trad. Outi Menna, ill. Pasi Pitkänen), Kepler62 : Kirja kaksi – Lähtölaskenta, Helsinki, WSOY, 2015 (ISBN 978-951-0-41259-6)

## Récompenses et distinctions
- (international) « Honour List » 1992[4] de l' IBBY pour Poika
- (international) « Honour List » 2000[5] de l' IBBY pour Ella luokkaretkellä

- Prix Arvid Lydecken , 1997
- Prix Kaarina Helakisa, 2005
- Prix du grand club du livre finlandais, 2005
- Prix Pirkanmaan Plättä, 2005
- Prix Finlandia Junior, 2006
- Prix Topelius , 2007
- Prix Laivakello , 2011
- Prix Finlande, 2014

- Sélections 2019, 2020 et 2021 pour le Prix commémoratif Astrid-Lindgren[3]
- Médaille Pro Finlandia